# Mariano Batllés y Torres Amat
Mariano Batllés y Torres Amat (Moyá, 18 de enero de 1798-Valencia, 10 de marzo de 1865) fue un médico y político español. Sus sucesores se reparten por la zona levantina, destacan entre sus sucesores Roberto Batlles i Bertran de Lis, Mariano Batlles i Bertran de Lis, su nieto Roberto Batlles Aracil, miembro del Cuerpo de Vigilancia, asesinado por anarcosindicalistas en Valencia en 1919, sus biznietos Gonzalo, Herminia, Roberto o Daniel Batlles Navarro, este último, Comisario del Cuerpo Superior de Policía e hijo del asesinado referido con anterioridad.

## Biografía
Nació en Moyá (Barcelona) el 18 de enero de 1798. En 1817 recibió el grado de bachiller en filosofía en la Universidad de Cervera. Pariente inmediato de Félix Torres Amat, obispo de Astorga, y Félix Amat, arzobispo de Palmira, empezó la carrera eclesiástica, que dejó luego por falta de vocación, y emprendió el estudio del derecho en la escuela de Valencia, al que pronto renunció para dedicarse a la medicina.
Llegó el año 1823 y, por haber intervenido en los sucesos políticos del Trienio Liberal, fue desterrado, teniendo que atravesar Francia a pie. Una vez en el Reino Unido, continuó sus interrumpidos estudios médicos en la Universidad de Edimburgo, en la que ganó el título de doctor en 1827, y luego conquistó, por oposición, una plaza de médico interno del hospital de Westminster de Londres. Llamado por el general Mina a Bayona, se encargó en 1830 de la sanidad militar en aquella expedición por Vera e Irún.
Al regresar a España, tres años más tarde, revalidó su título en el Colegio de Medicina de Barcelona. Se trasladó a Valencia, donde contrajo matrimonio. Fue comisionado por el gobierno para visitar los pueblos de la ribera del río Júcar durante la epidemia de cólera de 1834, lo que le valió una pensión vitalicia de doscientos ducados anuales.
Nombrado de real orden catedrático por la Universidad de Valencia, enseñó Anatomía desde 1837; sus autores predilectos fueron Xavier Bichat, Jules Germain Cloquet, Jaime Bonells e Ignacio Lacaba. Por unanimidad le nombró el claustro rector de la institución en 1840, que desempeñó un trienio. De la cátedra de Anatomía pasó a la de Clínica Médica. Al subir los progresistas al poder en 1854, le obligaron a encargarse nuevamente del rectorado; Batllés cedió, pero renunciando a los 30 000 reales de asignación. Convencido liberal, sus partidarios lo elevaron a las corporaciones municipales y provinciales y, por último, a las cortes constituyentes del Bienio Progresista.
Entre los premio alcanzados figuran la cruz de Isabel la Católica, la de Epidemias y dos placas por hechos de guerra, a las que asistió como capitán de artillería de la Milicia Nacional. Falleció en Valencia el 10 de marzo de 1865 de una pulmonía. Su féretro fue trasladado por estudiantes de la Universidad literaria desde San Agustín al Cementerio General de Valencia, siendo portadores de las cintas que portaba el ataúd, el Doctor Peris i Valero, Dr. Romagosa, así como Pascual i Genis, dado el aprecio que le prof
esaban.